# Karkaar
Il Karkaar è una catena montuosa situata nel cosiddetto Corno d'Africa in Somalia. Essa funge da confine tra il golfo di Aden e la Somalia.
Il Karkaar è anche una regione del Puntland, regione autodichiaratasi autonoma all'interno della Somalia